# Nelson Pinto
Nelson Alejandro Pinto Martínez (Santiago del Cile, 1º febbraio 1981) è un ex calciatore cileno, di ruolo centrocampista.